# Останні добрі слова
Останні добрі слова (англ. Last Kind Words) — американський трилер 2012 року.

## Сюжет
17-річний юнак Ілай переїжджає разом зі своїми батьками в саму глушину Кентуккі. Його нез'ясовно притягує прохолода лісу, де Ілай любить бродити годинами. Саме там він зустрічає прекрасну, милу і загадкову Аманду, дівчину своєї мрії. Але після того, як юнак знаходить в лісі тіло повішеної людини, події набувають несподіваного повороту, і Ілаю належить дізнатися темну і страшну правду про ту, яку він полюбив.

## У ролях
- Бред Дуріф — Вейлон
- Спенсер Деніелс — Ілай
- Алексія Фаст — Аманда
- Маріанн Хейген — Іда
- Сара Стіл — Кеті
- Клей Вілкокс — Бад
- Річ Вільямс — Петерсон
- Даррел П. Міллер — фермер
- Рік Монтгомері мол. — торговець антикваріатом
- Рон Еліот — Біллі
- Джоенн Кель — стара Іда
- Роберт А. Лоу — Барнабі
- Елінор МакКенна — молода Аманда
- Трей Мінджи — хлопчик на фермаі
- Мері Кетрін Роу — Мері
- Гріффін Сондерс — Лаура
- Лі Вервурт — Джо